# آژانس پلیس ملی (ژاپن)

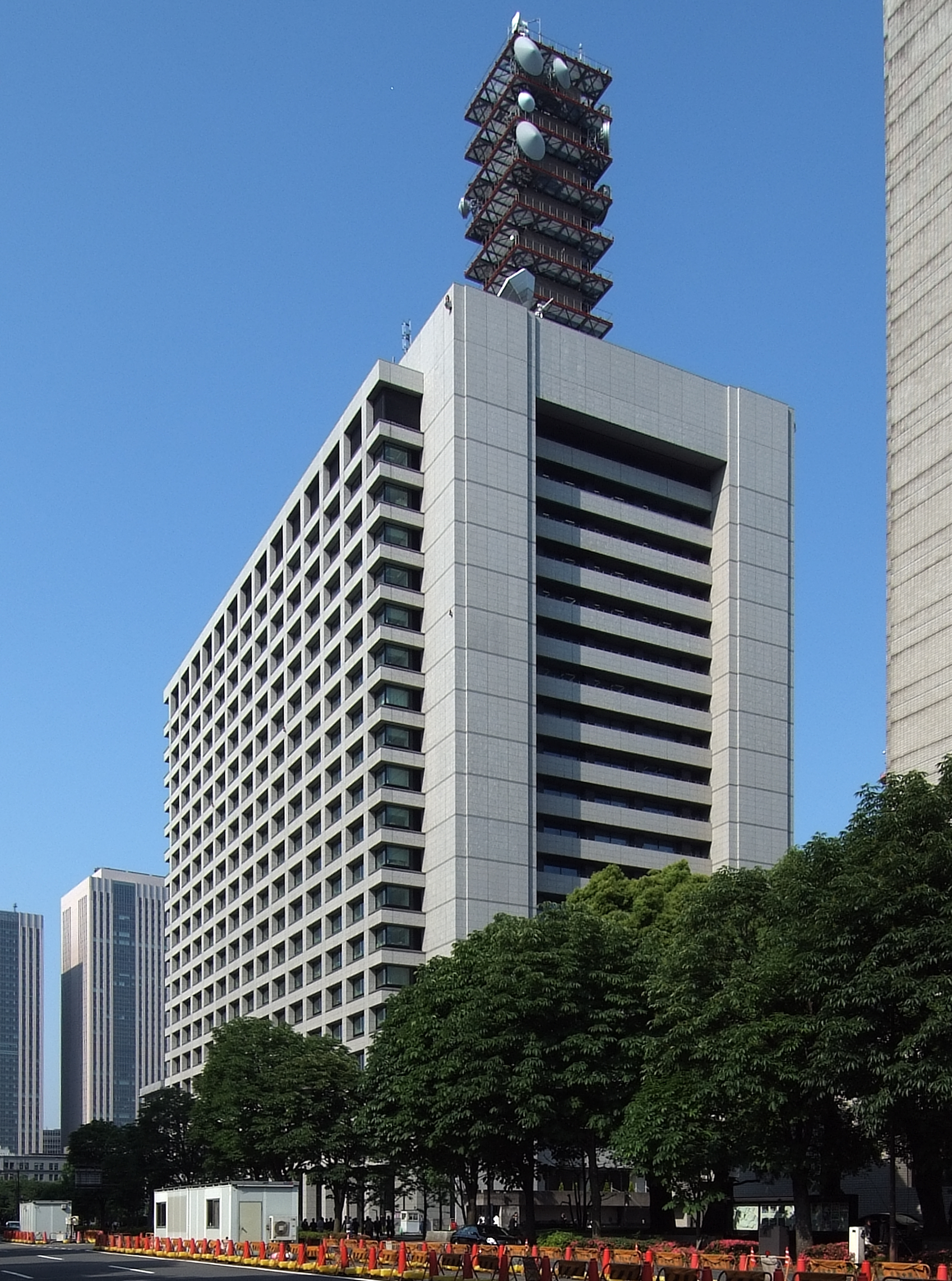
ساختمان دوم دفتر دولت مرکزی، ساختمانی که آژانس را در خود جای داده‌است

آژانس پلیس ملی (به انگلیسی: National Police Agency) (به ژاپنی: 警察庁) یک سازمان است که توسط کمیسیون ملی ایمنی عمومی از دفتر کابینه دولت ژاپن اداره می‌شود. این سازمان سیستم مرکزی پلیس ژاپن محسوب می‌شود و هماهنگ‌کننده اصلی اجرای قانون در شرایط اضطراری ملی در ژاپن است.
بر خلاف ارگان‌های قابل مقایسه مانند اداره تحقیقات فدرال آمریکا (FBI)، آژانس پلیس ملی هیچ واحد عملیاتی به جز گارد امپراتوری ندارد. در عوض، نقش آژانس، نظارت بر بخش‌های پلیس در استان‌ها و تعیین استانداردها و سیاست‌های کلی است. اگرچه در موارد اضطراری ملی یا بلایای بزرگ، آژانس مجاز به فرماندهی بخش‌های پلیس استان است.
از سال ۲۰۱۷، آژانس پلیس ملی دارای حدود ۷۸۰۰ پرسنل است: ۲۱۰۰ افسر، ۹۰۰ نگهبان و ۴۸۰۰ پرسنل غیرنظامی.